# Districte d'Amiens
El Districte d'Amiens és un dels quatre districtes amb què es divideix el departament francès del Somme, a la regió dels Alts de França. Té 21 cantons i 312 municipis. El cap del districte és la prefectura d'Amiens.

## Cantons
cantó d'Acheux-en-Amiénois - cantó d'Amiens-1 (Oest) - cantó d'Amiens-2 (Nord-oest) - cantó d'Amiens-3 (Nord-Est) - cantó d'Amiens-4 (Est) - cantó d'Amiens-5 (Sud-Est) - cantó d'Amiens-6 (Sud) - cantó d'Amiens-7 (Sud-Oest) - cantó d'Amiens-8 (Nord) - cantó de Bernaville - cantó de Boves - cantó de Conty - cantó de Corbie - cantó de Domart-en-Ponthieu - cantó de Doullens - cantó de Hornoy-le-Bourg - cantó de Molliens-Dreuil - cantó d'Oisemont - cantó de Picquigny - cantó de Poix-de-Picardie - cantó de Villers-Bocage (Somme)